# Pysslingtåg
Pysslingtåg, Juncus minutulus, är en art inom tågsläktet. Den anses ibland som underart (J. bufonius ssp. minutulus) till vägtåg. Den blir upp till fem centimeter hög och liknar en späd vägtåg, vilken dock har sex ståndare (pysslingtåg har vanligtvis tre) vars strängar endast är dubbelt så långa som knapparna (strängarna är tre till fyra gånger så långa som knapparna hos pysslingtåg). Vidare är pysslingtågets kapsel mindre (2,5-3 mm, mot vägtågets 3-5 mm). Pysslingtåg skiljer sig även genom att vara tetraploid (4n=ca. 72) till skillnad från den hexaploida (6n=ca. 108) vägtågen. Båda arterna skiljer sig från grodtåg genom att ha spetsiga inre hylleblad.
Pysslingtåg förekommer ganska allmänt på öppen och fuktig, gärna sandig, mark i en stor del av Europa (även i Norden) och Asien, men utbredningen är ofullständigt känd.

## Etymologi
Minutulus kommer från latin och betyder "den allra minsta". Från minutus "ännu mindre" (från minus, "mindre"), med diminutivändelsen -ulus.